# سولدان (دشتياري)
سولدان (بالفارسية: سولدان) هي قرية تقع في قسم باهوكلات الريفي (مقاطعة تشابهار) في إيران. يقدر عدد سكانها بـ 1040 نسمة بحسب إحصاء 2016.